# Charbonnier-les-Mines
Charbonnier-les-Mines – miejscowość i gmina we Francji, w regionie Owernia-Rodan-Alpy, w departamencie Puy-de-Dôme.
Według danych na rok 1990 gminę zamieszkiwały 813 osoby, a gęstość zaludnienia wynosiła 242 osoby/km² (wśród 1310 gmin Owernii Charbonnier-les-Mines plasuje się na 276. miejscu pod względem liczby ludności, natomiast pod względem powierzchni na miejscu 1029.).